# Agriocnemis inversa
Agriocnemis inversa là một loài chuồn chuồn kim trong họ Coenagrionidae.
Loài này được xếp vào nhóm Loài ít quan tâm trong sách Đỏ của IUCN năm 2009.
Agriocnemis inversa is in 1899 voor het eerst wetenschappelijk beschreven bởi Karsch.